# アレクシス・ライト
アレクシス・ライト（Alexis Wright、1950年11月25日 - ）はオーストラリアの小説家。アボリジニを代表する作家である。

## 経歴
クイーンズランド州カーペンタリア湾の南部高地出身。白人の父親と、Waany族の母親の間に生まれたが、父親は彼女が5歳のときに死亡し、母親、祖母と過ごした。オーストラリアやニュージーランドの各地で様々な職業に従事した後、1997年に最初の小説「Plains of Promise」を上梓して以降、精力的に作品を発表している。2017年から2022年まで、メルボルン大学でオーストラリア文学の教授を務めた。また執筆活動以外に、先住民の土地権の回復運動の活動家としても活躍し、植民地主義と気候変動が人々に及ぼす影響を批判している。
2023年ジェイムズ・テイト・ブラック記念賞受賞。

## 日本語作品
- 『地平線の叙事詩』有満保江・李尧 共訳、現代企画室、2023年